# Lineodes albicincta
Lineodes albicincta är en fjärilsart som beskrevs av Erich Martin Hering 1906. Lineodes albicincta ingår i släktet Lineodes och familjen Crambidae. Inga underarter finns listade i Catalogue of Life.